# 荷塘乡 (景德镇市)
荷塘乡，是中华人民共和国江西省景德镇市昌江区下辖的一个乡镇级行政单位。

## 行政区划
荷塘乡下辖以下地区：
童坊村、仓下村、山门村和杨湾村。